# Gwen Giabbani
 (juillet 2013).
Si vous disposez d'ouvrages ou d'articles de référence ou si vous connaissez des sites web de qualité traitant du thème abordé ici, merci de compléter l'article en donnant les références utiles à sa vérifiabilité et en les liant à la section « Notes et références ».
Gwen Giabbani, né le 2 avril 1972 à Paris, est un pilote de moto d'endurance et de vitesse français.

## Biographie
Il est policier à la Direction départementale de la sécurité publique de Caen.

## Palmarès
- 2001 : Champion du monde endurance superstock
- 2002 : Vice-champion de France Supersport
- 2003 : 4e du Championnat du monde d'endurance moto catégorie superbike
- 2004 :
  - 5e des 8 Heures de Suzuka
  - 3e des 24 heures du Mans moto
- 2005 :
  - 3e du championnat du monde d'endurance moto catégorie superbike
  - 5e des 8 Heures de Suzuka
- 2006 :
  - 3e du championnat du monde d'endurance moto catégorie superbike
  - 2e du Bol d’or
  - 2e du championnat du monde d'endurance moto catégorie superbike
- 2007 :
  - 3e des 24 heures du Mans
  - 2e du championnat du monde d'endurance moto catégorie superbike
- 2008 :
  - 3e du Bol d’or
  - Vainqueur de la finale du championnat d'Allemagne superbike (IDE)
  - 2e du championnat du monde d'endurance moto catégorie superbike
- 2009 :
  - Champion du monde d'endurance moto
  - Vainqueur des 24 heures du Mans[2],[3]
- 2010 :
  - 3e du championnat du monde d'endurance moto catégorie superbike
  - 2e des 24 heures du Mans
  - Vice champion du championnat de Pologne superbike
- 2011 :
  - 5e du championnat du monde d'endurance moto catégorie superbike
  - Vice champion du championnat de Pologne superbike
- 2012 :
  - 3e du championnat du monde d'endurance moto catégorie superbike
  - 3e du Bol d'Or
- 2013 : 2e des 24 heures du Mans